# Graptomyza signata
Graptomyza signata är en tvåvingeart som först beskrevs av Walker 1860.  Graptomyza signata ingår i släktet Graptomyza och familjen blomflugor. Inga underarter finns listade i Catalogue of Life.